# 口腔

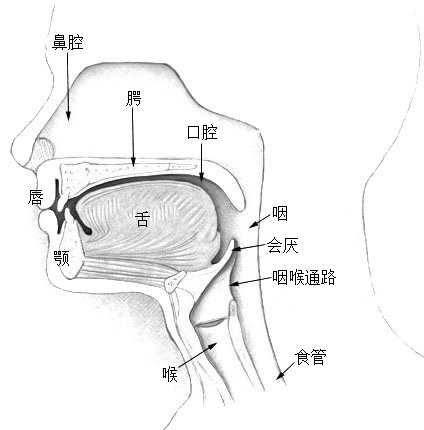
口腔在人体头部的位置

口，又稱嘴巴、嘴、喙、吻，是动物消化道在头部的开孔，是进食的入口。口腔是口后方的体腔，用于在吞咽前容纳刚摄入的食物并进行一些初级消化（咀嚼、混合富有消化酶的唾液），在脊椎动物中指唇、腭、面颊和口腔底之间的空间，向上与鼻相通，向后与两个颌弓后的咽腔相连，口腔的后面的开口是咽峡。口腔中重要的内部器官有舌、牙和唾液腺，整个口腔的内壁由粘膜层组成，唇与牙（对于没有牙的人指其牙床）之间的口腔部分裡有腮腺的出口，牙后的口腔内有唾液腺的出口。
在脊椎动物中，口腔可以被用作呼吸系统（上呼吸道）的一部分，其中一些鱼类（比如鲨鱼）必须通过口腔才能让水流过鳃进行气体交换。在主要演化为陆生的四足动物中，口腔是味觉器官，也是发声进行听觉交流的重要器官，人类更是依赖口腔进行调音形成复杂的语言。
无颌鱼类和无脊椎动物的口周围通常配有用来啃咬和咀嚼的牙与口器，但后方没有口腔而是直接与咽腔或食道相连。

## 口腔器官

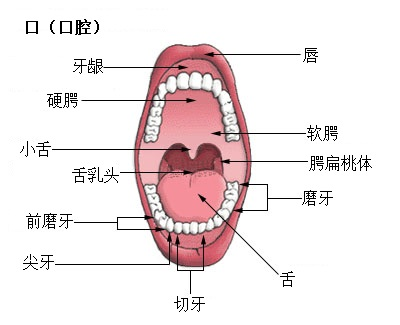
口腔内的器官

- 唇
- 牙齿、牙龈
- 腭包括硬腭、软腭
- 舌位于口腔底部
- 悬雍垂
- 扁桃体

## 口腔生物
口腔通过嘴与外部世界相通，它不是一个无菌的地方。口腔内部温度恒定、湿度高，有许多狭窄的地方，是微生物生长的理想地方。因此这里有许多细菌、真菌，有时甚至有浮游动物生活，它们组成一个稳定的生态系统。这个生态系统的稳定性对口腔内的卫生非常重要。假如这个生态系统被破坏（由于不注意口腔卫生或由于使用抗生素），则往往会导致疾病。比如通过服用抗菌素可以导致真菌泛滥。有些口腔内的炎症（比如龋齿或牙周病）不是由于外部的微生物进入而造成的，而是因为口腔内的平衡被打破，造成一种细菌泛滥而造成。
目前已经确定的在口腔内生存的细菌有300多种。最早的细菌于出生时进入口腔。长牙后一般也可以找到产生酸和导致龋齿的链球菌。这种细菌不是口腔内的自然生物，而是由父母通过唾液传给孩子的。

## 作用
它是消化道的开始，有进食、磨碎和切断食物，而口腔是发音和形成语言的一个重要器官。组成口腔的面颊及其肌肉有表达感情的作用。

## 医学

### 疾病
许多疾病首先在口腔内表现出来（比如艾滋病和一些自體免疫病），因此口腔检查是诊断的一个重要手段。
- 口腔炎：口腔黏膜或舌黏膜发生的炎症。
- 口腔溃疡：口腔内软组织处的粘膜，发生单个或多个黄白色圆形或椭圆形的溃烂点。
- 口腔癌：口腔内软或硬组织出现不正常的恶性增生或病变。
- 牙齿：龋齿
- 牙床：龈缘炎
- 牙周：牙周病
- 粘膜的炎症。
- 泡囊和真菌病
- 口腔畸形（有牙齿位置不正确和唇顎裂）

### 专科
- 牙医学
- 口腔颌面外科
- 法医口腔学

### 医院
- 中国人民解放军空军军医大学口腔医学院
- 北京大学口腔医院
- 浙江大学医学院附属口腔医院
- 南京市口腔医院

### 刊物
- 国际口腔科学杂志

## 延伸阅读
[在维基数据编辑]
 《欽定古今圖書集成·明倫彙編·人事典·口部》，出自陈梦雷《古今圖書集成》
- 维基语录上有关Mouths的语录
- 维基词典中的词条「口腔」
- 维基共享资源上的相關多媒體資源：口腔